# Rắn khuyết đốm
Rắn khuyết đốm (danh pháp khoa học: Lycodon fasciatus) là một loài rắn trong họ Rắn nước. Loài này được Anderson mô tả khoa học đầu tiên năm 1879.